# Konstantin von Benckendorff
Konstantin von Benckendorff (rusko Константи́н Христофо́рович Бенкендо́рф), ruski general baltsko-nemškega rodu, * 31. januar 1785, † 6. avgust 1828.
Bil je eden izmed pomembnejših generalov, ki so se borili med Napoleonovo invazijo na Rusijo; posledično je bil njegov portret dodan v Vojaško galerijo Zimskega dvorca.

## Življenje
20. julija 1797 je kot kadet vstopil v urad za zunanje zadeve. Pozneje je deloval na ruskih veleposlaništvih v nemških državah. 3. marca 1810 je postal tajnik veleposlaništva v Neaplju in naslednje leto je postal charge d'affaires. Za zasluge je bil 30. avgusta 1812 imenovan za dvornega gentlemena.
19. oktobra 1812 je bil kot major sprejet v vojaško službo in naslednje leto je postal poveljnik samostojne konjeniške enote. 17. oktobra 1813 je bil povišan v polkovnika in 28. oktobra 1814 v generalmajorja.
Leta 1815 je postal poveljnik 2. brigade 4. dragonske divizije. 
V letih 1820−26 je bil veleposlanik v Wüttemburgu in Badnu ter bil 14. oktobra 1826 povišan v generaladjutanta. Med rusko-perzijsko vojno (1826-28) je bil poveljnik samostojne konjeniške enote na Kavkazu. 17. maja 1827 je bil povišan v generalporočnika.
Umrl je zaradi dolgotrajne bolezni pljuč.